# Grzegorz Łomacz
Grzegorz Łomacz (Ostrołęka, 1º ottobre 1987) è un pallavolista polacco, palleggiatore dello Skra Bełchatów.

## Palmarès

### Club
- Campionato polacco: 1

2017-18
- Coppa di Polonia: 1

2009-10
- Supercoppa polacca: 2

2017, 2018

### Nazionale (competizioni minori)
- Campionato europeo under 19 2005
- Universiade 2013
- Memorial Hubert Wagner 2015
- Memorial Hubert Wagner 2016
- Memorial Hubert Wagner 2017
- Memorial Hubert Wagner 2018
- Memorial Hubert Wagner 2019
- Memorial Hubert Wagner 2021
- Memorial Hubert Wagner 2023